# Ottara Thiri
Ottara Thiri är en kommun i Myanmar. Den ligger i den centrala delen av landet, 25 km nordväst om huvudstaden Naypyidaw.